# Anna von Palen
Anna von Palen (Perleberg, 26 maggio 1875 – Berlino, 27 gennaio 1939) è stata un'attrice tedesca che svolse gran parte della sua carriera cinematografica ai tempi del muto.

## Biografia
Il suo debutto teatrale, con il nome di Anna Paulsen, risale al 1894, a Gardelegen. Recitò poi a Bautzen, Bielefeld, Gleiwitz (l'attuale Gliwice, in Polonia), Heidelberg e Riga. Nel 1912, l'attrice si stabilì a Berlino e, nel 1915, cominciò a lavorare anche per il cinema. Ormai sulla quarantina, si specializzò in ruoli di signora o di madre. Nel 1920, interpretò la parte di Marah Durimeh nel dittico Auf den Trümmern des Paradieses  e Die Todeskarawane, trasposizione cinematografica dei romanzi di Karl May.
Dal 1924 al 1929, si recò più volte in Sudamerica. Anche se in piccoli ruoli, la sua fu una presenza costante nel cinema tedesco fino alla sua morte, avvenuta a Berlino il 27 gennaio 1939 all'età di 63 anni.

## Filmografia
- Die Finsternis und ihr Eigentum, regia di Paul von Woringen (1915)
- Die Masuren, regia di Danny Kaden - cortometraggio (1915)
- Der eiserne Ring, regia di Paul von Woringen - cortometraggio (1915)
- Nirwâna, regia di Arzén von Cserépy (1916)
- Du sollst nicht richten, regia di Paul von Woringen - cortometraggio (1916)
- Seine letzte Maske, regia di Richard Oswald (1916)
- O, dass sie ewig grünen bliebe, regia di Willy Pioch (1916)
- Die Töchter des Eichmeisters, regia di Joseph Delmont (1916)
- Die Rache der Toten, regia di Richard Oswald - cortometraggio (1916)
- Nacht und Morgen, regia di Paul von Woringen (1916)
- Das Skelett, regia di Richard Eichberg (1916)
- Wenn Menschen reif zur Liebe werden, regia di Fern Andra (1916)
- Arme Eva Maria, regia di Joe May (1916)
- Der Mann, den das Schicksal sandte, regia di Paul von Woringen (1916)
- Die Spinne, regia di Alwin Neuß (1917)
- Der Schwur der Renate Rabenau, regia di Otto Rippert (1917)
- Das Klima von Vancourt, regia di Joe May (1917)
- Wenn das Herz in Haß erglüht, regia di Kurt Matull (1918)
- Die zweite Frau, regia di Richard Oswald (1918)
- Auf des Lebens rauher Bahn, regia di Georg Bluen (1918)
- Weg der Erlösung, regia di Josef Stein (1918)
- Sei getreu bis in den Tod, regia di Josef Stein (1918)
- Die Kleptomanin, regia di Herr Arno e Urban Gad (1918)
- Die Glocken der Katharinenkirche, regia di Adolf Gärtner (1918)
- Das Narrenschloss, regia di Paul von Woringen - cortometraggio (1918)
- Das Licht des Lebens, regia di Josef Stein (1918)
- Das große Opfer, regia di Josef Stein (1918)
- Das Mädchen mit dem Goldhelm, regia di Victor Janson (1918)
- Schatten der Vergangenheit, regia di Schildloff e Paul von Woringen (1919)
- Die Leibeigene, regia di Kurt Matull (1919)
- Das stille Weh, regia di Heinz Sarnow (1919)
- Die von der Liebe leben, regia di Eugen Illés (1919)
- Dem Glück entgegen, regia di Paul von Woringen (1919)
- Retter der Menschheit, regia di Franz Mehlitz e Carl Neisser (1919)
- Verlorene Töchter, 2. Teil - Opfer der Schmach, regia di William Kahn (1919)
- Filmelend: Das Glashausmädchen, regia di Ludwig Trautmann (1919)
- Die verwunschene Prinzessin, regia di Erik Lund (1919)
- Die Nackten - Ein sozialpolitischer Film, regia di Martin Berger (1919)
- Der Erbe von Skialdingsholm, regia di Eugen Burg (1919)
- Nirvana - 1. Teil: Das Haus des Schreckens, regia di Fritz Bernhardt (1920)
- Der Schrei des Gewissens, regia di Eugen Illés (1920)
- Die Frau ohne Seele, regia di Léo Lasko (1920)
- Il gobbo e la ballerina (Der Bucklige und die Tänzerin), regia di Friedrich Wilhelm Murnau (1920)
- Nirvana - 2. Teil: Der Überfall auf die Telegraphenstation, regia di Fritz Bernhardt (1920)
- Nirvana - 3. Teil: Der Ruf über das Meer, regia di Fritz Bernhardt (1920)
- Auf den Trümmern des Paradieses, regia di Josef Stein (1920)
- Nirvana - 4. Teil: Die brennende Stadt, regia di Fritz Bernhardt (1920)
- Die Todeskarawane, regia di Josef Stein (1920)
- Nirvana - 5. Teil: Der unterirdische Tempel, regia di Fritz Bernhardt (1920)
- Nirvana - 6. Teil: Die Sühne, regia di Fritz Bernhardt (1920)
- Der Falschspieler, regia di Emil Justitz (1920)
- Mascotte, regia di Felix Basch (1920)
- Die Leibeigene, regia di Kurt Matull (1920)
- Dämon der Welt. 2. Wirbel des Verderbens , regia di Siegfried Dessauer, William Kahn (1920)
- Klatsch, regia di Josef Stein (1921)
- Großstadtmädels - 1. Teil , regia di Wolfgang Neff (1921)
- Großstadtmädels, 2. Teil - Erlebnisse aus Berlin, regia di Wolfgang Neff (1921)
- Der tote Gast , regia di Karl Freund (1921)
- Großstadtmädels - 3. Teil , regia di Wolfgang Neff (1921)
- Der Herr der Bestien , regia di Ernst Wendt (1921)
- Kinder der Strasse (Kinder der Straße), regia di Wolfgang Neff (1921)
- Das Kind der Strasse, 2. Teil
- Razzia, regia di Wolfgang Neff (1921)
- Der Eisenbahnkönig, 1. Teil - Mensch und Mammon, regia di Eugen Illés (1921)
- Der Eisenbahnkönig, 2. Teil - Lauernder Tod, regia di Eugen Illés (1921)
- Aus den Erinnerungen eines Frauenarztes - 1. Fliehende Schatten
- Aus den Erinnerungen eines Frauenarztes - 2. Lüge und Wahrheit
- Schande, regia di Siegfried Dessauer (1922)
- Der große Sensationsprozeß, regia di Karl Freund (1923)
- Schwarze Erde, regia di Franz Hofer (1923)
- Gib mich frei , regia di Erich Eriksen (1924)
- Aufstieg der kleinen Lilian , regia di Fred Sauer (1925)
- Die Kleine aus der Konfektion, regia di Maurice Turner (Wolfgang Neff) (1925)
- Die Puppe vom Lunapark , regia di Jaap Speyer (1925)
- Herbstmanöver, regia di Wolfgang Neff (1926)
- Das edle Blut, regia di Carl Boese (1927)
- Das rosa Pantöffelchen, regia di Franz Hofer (1927)
- Die Lorelei, regia di Wolfgang Neff (1927)
- Ein Tag der Rosen im August..., regia di Max Mack (1927)
- Das Frauenhaus von Rio, regia di Bud Pollard, Hans Steinhoff (1927)
- Der Henker, regia di Theodor Sparkuhl, Adolf Trotz (1928)
- Unter der Laterne, regia di Gerhard Lamprecht (1928)
- Anastasia, die falsche Zarentochter, regia di Arthur Bergen (1928)
- Che scandalo quella donnina!  (Skandal in Baden-Baden), regia di Erich Waschneck (1929)
- Roxi B bar (Ihre Majestät die Liebe), regia di Joe May (1931)
- Liebesfrühling, regia di Karl Otto Krause (1933)
- Se fossi il padrone (Wenn ich König wär), regia di J.A. Hübler-Kahla (1934)
- Zu Straßburg auf der Schanz
- Blutsbrüder, regia di J.A. Hübler-Kahla (1935)
- Tigre reale (Königstiger), regia di Rolf Randolf (1935)
- Fanny Elssler, regia di Paul Martin (1937)
- Capriccio, regia di Karl Ritter (1938)